# Frank Cannon (Fußballspieler)
Frank Cannon (* 8. November 1888 in Ware, Hertfordshire; † 15. Februar 1916 am Ypernbogen) war ein englischer Fußballspieler. Er war der erste Torschütze in der Geschichte des FA Community Shield.

## Sportlicher Werdegang
Cannon spielte zunächst für Hitchin Town, ehe er 1907 zu den Queens Park Rangers in die Southern Football League stieß. Mit dem von James Cowan trainierten Klub gewann er 1908 den dortigen Meistertitel. Daraufhin spielte der Klub im Duell der bedeutendsten Fußballligen Englands gegen Manchester United, den Meister der von nordenglischen Klubs geprägten Football League First Division. Im Spiel um die seinerzeit noch Charity Shield genannte Trophäe erzielte Cannon in der ersten Halbzeit den Führungstreffer, der 1:1-Ausgleich durch Billy Meredith erzwang ein vom Londoner Klub 0:4 verlorenes Wiederholungsspiel.
1909 wechselte Cannon innerhalb der Southern League First Division zum Londoner Lokalrivalen West Ham United, kam jedoch nur zu einigen Einsätzen im Januar 1910. Später im Jahr wechselte er zum FC New Brompton, nach einer Spielzeit ging er weiter zu Port Vale in die Central League. Hier beendete er 1913 seine aktive Laufbahn.
Cannon schrieb sich 1914 zu Beginn des Ersten Weltkriegs ein. Zunächst beim Bedfordshire and Hertfordshire Regiment, wechselte er ins Essex Regiment, wo er zuletzt als Sergeant Major diente. Im Februar 1916 fiel er an der Front in Belgien. Er hinterließ seine Frau Violet und drei Kinder.